# سدير
إقليم سُدَيْر؛ هو أحد أقاليم منطقة نجد ويقع إلى الشمال من مدينة الرياض في شبه الجزيرة العربية، يبعد عن مدينة الرياض حوالي 180 كم.

## نبذة
كان موضعاً قد نما حتى شمل الفقء، والفقء وادٍ يسمى حتى الآن بهذا الاسم وقد يقولون الفقي، وهو الاسم الذي ورد في الشعر. ومنه قول حردبة بن أبي المزعوق:

## التسمية
يذكر في معجم اليمامة لإبن خميس:
« سدير، وذو سدير، وأم سدير، وماشابهه كثير .. ولا أرى الحفصي حسبما يروي عنه ياقوت إلا يقصد سُديراً هذا الذي نحن بصدده هنا، قال: قال الحفصي: (ذو سدير) قرية لبني العنبر .. وقال في موضع آخر من كتابه ( يعني الحفصي ) بظاهر (السخال) واد يقال له : (ذو سدير).» وقال نابغة بني شيبان:
وقال قتال الكلابي:
وقال عمرو بن الأهتم:
وُقوفاً بِها صَحبي عَلَيَّ مَطيُهُم
يَقولونَ لا تَجهَل وَلَستَ بِجَهّالِ
فَقُلتُ لَهُم عَهدِي بِزَينَبَ تَرتَعي
مَنازِلَها مِن ذي سُدَيرٍ فَذى ضالِ
ويتضح مما أورد سابقًا أن سُدَيْر مسمى قديم للمنطقة، ويقال سُميت سدير بهذا الاسم نسبةً إلى سدير بن عبد الرحمن بن عبد الوهاب بن صقير الذي أرسلهُ والده للسيطرة على المنطقة؛ فاستقر في وادي الفقي، ومن ثم سمي الوادي باسمه، ويقول الأكلبي سمي بسدير لأن العرب إذا أقبلوا ونظروا إلى سواد النخل سدرت أعينهم بسواده وقالوا ماهذا إلا سدير.

## محافظات سدير
- التويم.
- المجمعة.
- رويضة سدير.
- الغاط.
- حوطة سدير.
- روضة سدير.
- حرمة.
- جلاجل.
- عشيرة سدير.
- الخطامة.
- مقبلة.
- عودة سدير.
- العطار.
- جنوبية سدير.
- الجنيفي.
- الشارخية.
- الداخلة.
- حائر سدير.
- المعشبة.
- الحصون.
- تمير.
- جوي.

## الإمارة في سدير
كانت إمارة سدير يتولاها الأمير عبد الله بن محمد بن عبد العزيز الماضي، وتخضع إدارياً لإمارة منطقة سدير، وقاعدتها المجمعة، وتتولى التنسيق فيما يتعلق بالقضاء والشرطة وباقي القطاعات الأمنية.

## أودية الإقليم
اعتمدت الحياة في سدير في الماضي على الزراعة ثم الرعي والتجارة، وتقوم الزراعة فيه على الآبار السطحية - القلبان في جوانب الأودية، وأشجار النخيل هي السائدة في المنطقة إلى جانب زراعة الحبوب والفاكهة ومن أشهر أوديتها:
- وادي وراط
- وادي الفقي
- وادي أبا المياه
- وادي الحائر
- وادي جوي
- وادي الكلبي
- وادي الخويش

## معالم سدير
- غار النويطات بمدينة التـويـم.
- حكار مدينة التـويـم.
- شعيب عبلة التويم.
- سد جلاجل.
- غار جلاجل.
- منتزة الشلال.
- العنيب.
- سد الروضة.
- سد السبعين.
- منتزه الملك فهد.
- رياض العبلة.
- روضة الحيرا.
- الخفيسة.
- روضة الزلعاء.
- روضة بناء.
- روضة زبدة.

## وصلات خارجية
- حتى لا يندثر اسم (سدير).